# Hylta bränder
Hylta bränder är ett naturreservat i Kinda kommun i Östergötlands län.
Området, som är naturskyddat sedan 2011, är 25 hektar stort. Reservatet omfattar en höjd med södersluttningar. Reservatet består av talldominerad blandskog med inslag av lövträd och granskog.